# Dendrobium carinulatidiscum
Dendrobium carinulatidiscum är en orkidéart som beskrevs av Johannes Jacobus Smith. Dendrobium carinulatidiscum ingår i släktet Dendrobium, och familjen orkidéer. Inga underarter finns listade i Catalogue of Life.